# 瓦阿尼
瓦阿尼（法語：Wahagnies，法語發音：[va.aɲi]）是法国上法兰西大区北部省的一个市镇，位于该省中部偏南，和加来海峡省接壤，属于里尔区。

## 地理
瓦阿尼（50°29'8"N, 3°2'9"E）面积5.69 平方千米，位于法国上法蘭西大區北部省，该省份为法国最北部的省份及最长的省份，西北濒北海，西接加来海峡省，南至埃纳省和索姆省，东与比利时接壤。
与瓦阿尼接壤的市镇（或旧市镇、城区）包括：法朗潘、拉讷维尔、奥斯特里库尔、蒂姆里、瓦尼、利贝库尔。

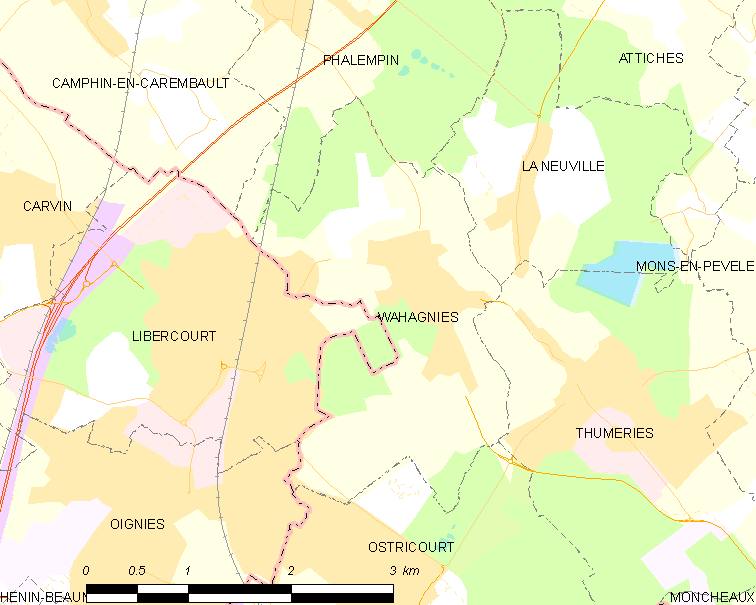
瓦阿尼的OSM定位图

瓦阿尼的时区为UTC+01:00、UTC+02:00（夏令时）。

## 行政
瓦阿尼的邮政编码为59261，INSEE市镇编码为59630。

## 政治
瓦阿尼所属的省级选区为阿讷兰县。

## 人口

1962-2008年间瓦阿尼人口变化图示

瓦阿尼于2022年1月1日时的人口数量为2596人。